# Joseph Maregu Nganga
Joseph Maregu Nganga (22 november 1977) is een Keniaanse langeafstandsloper, die zich toegelegd heeft op het lopen van wegwedstrijden. Zijn grootste successen behaalde hij op de halve marathon. Zo won hij de halve marathon van Parijs (2007) en de halve marathon van Lille (2006, 2007).
In 2006 debuteerde hij op de marathon. Zijn persoonlijk record van 2:09.25 op deze afstand liep hij bij de marathon van Wenen in 2009 waarmee hij een vijfde plaats behaalde. In 2008 werd hij negende op het WK halve marathon in Rio de Janeiro. Met zijn team behaalde hij een eerste plaats in het landenklassement.

## Persoonlijke records
| Onderdeel      | Prestatie | Datum            | Plaats         |
| -------------- | --------- | ---------------- | -------------- |
| 10 km          | 27:43     | 20 februari 2009 | Ras al-Khaimah |
| 15 km          | 42:02     | 20 februari 2009 | Ras al-Khaimah |
| 20 km          | 57:05     | 15 maart 2008    | Den Haag       |
| halve marathon | 59:45     | 1 september 2007 | Lille          |
| marathon       | 2:09.25   | 19 april 2009    | Wenen          |

## Palmares

### 10 km
- 2004: 5e Corrida de Langueux - 29.11
- 2004:  Le Naucitum International in Roanne - 28.42
- 2004:  Port du Caen - 28.34
- 2005:  Sables d'Olonne - 29.26
- 2005:  Mans - 28.58
- 2005:  Tours - 28.13
- 2005:  Roanne - 28.40
- 2005:  Caen - 28.34
- 2005:  Taulé-Morlaix - 28.21
- 2006: 4e Clermont Ferrand - 28.52
- 2006:  Langueux - 29.06
- 2006: 4e Suresnes Foulees - 29.28
- 2006:  Port de Caen - 29.13
- 2006:  Foulées Halluinoises - 29.08
- 2007:  Courir à Clermont in Clermont-Ferrand - 28.51
- 2007:  Corrida Languex - 28.42

### 15 km
- 2005:  Puy-en-Velay - 45.03
- 2007:  Puy-en-Velay - 44.16

### halve marathon
- 2004:  halve marathon van Salzburg - 1:03.51
- 2004:  halve marathon van Vannes - 1:03.59
- 2004: 5e halve marathon van Saint Denis - 1:02.39
- 2004:  halve marathon van Nyeri - 1:05.44
- 2005:  halve marathon van Nice - 1:02.31
- 2005: 4e halve marathon van Vannes - 1:04.19
- 2005:  halve marathon van Saint Denis - 1:02.00
- 2006:  halve marathon van Mans - 1:03.47
- 2006:  halve marathon van Lille - 1:01.20
- 2007:  halve marathon van Parijs - 1:00.22
- 2007: 4e halve marathon van Cáceres - 1:02.17
- 2007:  halve marathon van Nancy - 1:01.32
- 2007:  halve marathon van Lille - 59.45
- 2008:  City-Pier-City Loop - 1:00.12
- 2008: 5e halve marathon van Berlijn - 1:00.48
- 2008:  halve marathon van Nice - 1:01.21
- 2008: 9e WK in Rio de Janeiro - 1:03.32
- 2010: 4e halve marathon van Praag - 1:01.38
- 2010:  halve marathon van Olomouc - 1:03.20

### marathon
- 2006: 7e marathon van Lewa - 2:24.18
- 2009:  marathon van Wenen - 2:09.25
- 2009: 8e marathon van Honolulu - 2:27.56
- 2010:  marathon van Danzhou - 2:12.21
- 2011: 5e marathon van Wenen - 2:10.29
- 2011: 5e marathon van Danzhou - 2:16.12